# Stanislav Janeček
Stanislav Janeček (14. srpna 1900 Jestřabí – 29. října 1941 Kounicovy koleje) byl český učitel a odbojář popravený nacisty.

## Život
Stanislav Janeček se narodil 14. srpna 1900 v Jestřabí na Zlínsku v rodině učitele. Své dětství strávil ve Štítné nad Vláří, kde jeho otec působil. Začal studovat na gymnáziu v Kyjově, které ale bylo v roce 1915 uzavřeno a Stanislav Janeček byl nucen pokračovat ve studiu na gymnáziu v Náchodě. Zde se stal aktivním Sokolem. Ve svých sedmnácti letech byl povolán do c. a k. armády a odeslán na italskou frontu první světové války. Po návratu do nově vzniklého Československa se jako příslušník IV. sokolského praporu zúčastnil bojů proti Maďarům, poté absolvoval prezenční vojenskou službu. Po jejím ukončení se stal učitelem, postkupně působil v Lidečku, Nedašově, jako správce školy v rodném Jestřabí a jako řídící učitel v obecné škole na Pulčinách a ve Vlachově Lhotě. Byl aktivním hasičem, myslivcem a včelařem, prováděl osvětovou činnost, přednášel, pomáhal se zakládáním obecních družin červeného kříže a byl členem Muzejního spolku Valašské Klobouky. Po Německá okupace Čech, Moravy a Slezska v březnu 1939 vstoupil do protinacistického odboje v organizaci Obrana národa. V hodnosti kapitána v záloze zorganizoval v okrese Valašské Klobouky skupinu spolupracovníků převádějící osoby mířící do zahraničního odboje přes slovenskou hranici, sám jako převaděč i působil. Za účelem lepší koordinace ilegálních přechodů uspořádal 8. srpna 1939 setkání se slovenskými odbojáři na Holubyho chatě. Díky činnosti skupiny odešlo do zahraničního odboje přes osm set osob. Skupina též pracovala na zcizování a ukrývání zbraní z vrbětického skladu. Činnosti skupiny se aktivně účastnila i jeho manželka Magda. Dne 8. listopadu 1940 byl zatčen gestapem, následně pak vězněn v Uherském Hradišti a v Brně. Nevyzradil ani své spolupracovníky a ani úkryty zbraní, které byly posléze využity partyzány. Dne 29. října 1941 byl stanným soudem odsouzen za velezradu a nedovolené nošení zbraní a výbušnin k trestu smrti a následně popraven v brněnských Kounicových kolejích. Jeho tělo bylo o den později zpopelněno v brněnském krematoriu.

## Posmrtná ocenění, připomínky
- Stanislavu Janečkovi byl in memoriam udělen titul čestného občana obce Vlachova Lhota, kde žil v době svého zatčení.
- Ve Vlachově Lhotě byl Stanislavu Janečkovi a Josefu Bětíkovi odhalen pomník s nápisem: NAŠIM DĚTEM NA PAMĚŤ / ŽE BYL 28. 10. 1941 nZA VLAST UMUČEN STANISLAV JANEČEK, NÁŠ BÝV. ŘÍD. UČITEL / A JEHO POMOCNÍK JOSEF BĚTÍK, DĚLNÍK. OBA V KOUNICOVÝCH KOLEJÍCH V BRNĚ."[1]

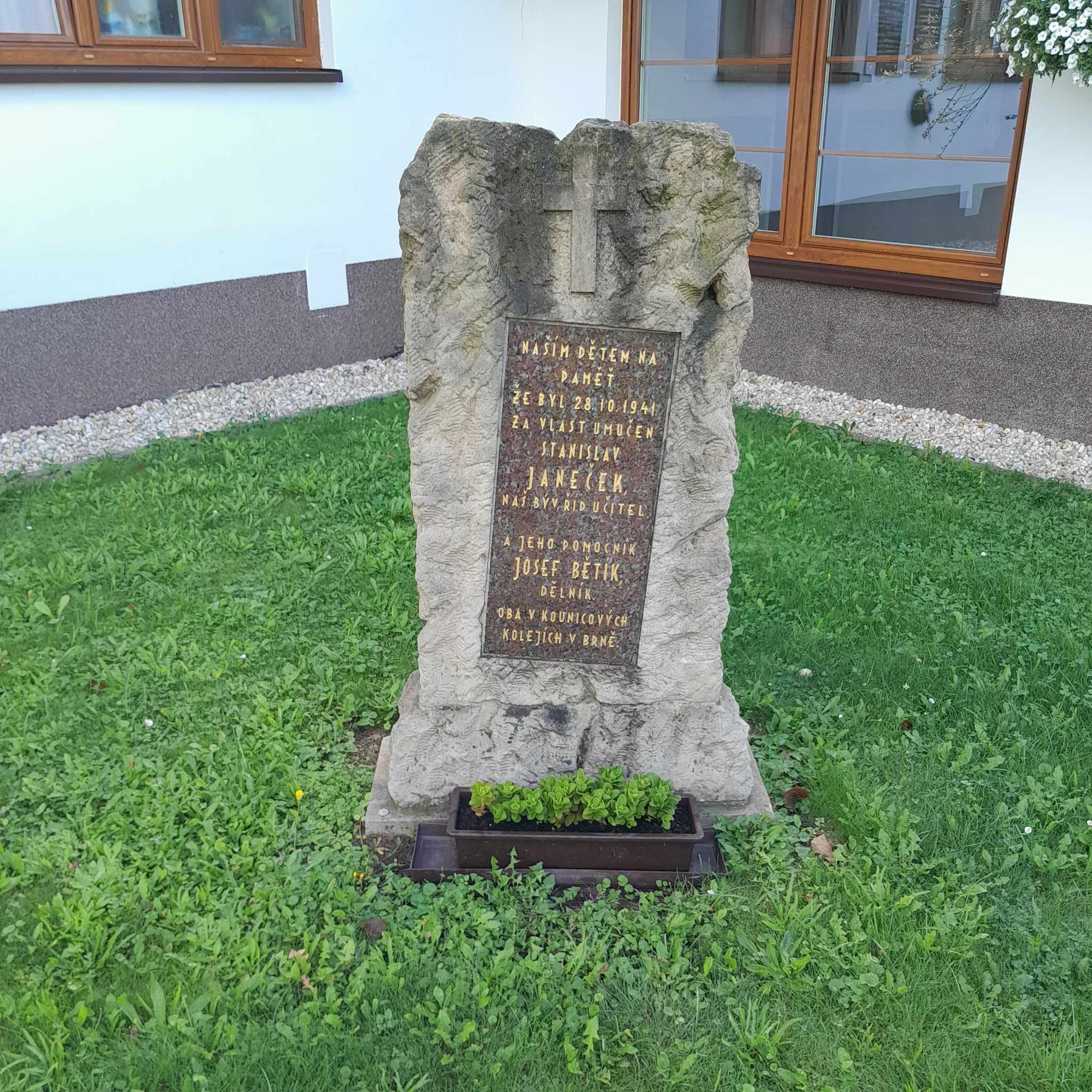
Pomník Stanislavu Janečkovi a Josefu Bětíkovi ve Vlachově Lhotě